# 17160 Jetly
17160 Jetly è un asteroide della fascia principale. Scoperto nel 1999, presenta un'orbita caratterizzata da un semiasse maggiore pari a 3,106596 UA e da un'eccentricità di 0,034038, inclinata di 9,958660° rispetto all'eclittica. Ha un diametro di 5,947 km.